# SBNO2
SBNO2‏ (Strawberry notch homolog 2) هوَ بروتين يُشَفر بواسطة جين SBNO2 في الإنسان.